# Sławków (województwo łódzkie)
Sławków – wieś w Polsce położona w województwie łódzkim, w powiecie rawskim, w gminie Regnów.
W latach 1975–1998 miejscowość położona była w województwie skierniewickim.